# Paul Leyland
Paul Leyland es un teórico de números británico que ha estudiado factorización de enteros y test de primalidad.

## Semblanza
Leyland ha contribuido a la factorización de números RSA (de 129, 140 y 155 dígitos), así como al cálculo de primos factoriales potenciales de hasta 400! + 1. También ha estudiado los números de Cunningham, números de Cullen y los números de Woodall entre otros, y los números de la forma {\displaystyle x^{y}+y^{x}}, que ahora se llaman números de Leyland. Estuvo involucrado en el proyecto Criba general del cuerpo de números para usar computación distribuida en Internet de 2005 a 2008.